# Валгина (деревня)
Валгина — деревня в Аромашевском районе Тюменской области России. Входит в состав Слободчиковского сельского поселения.
Название деревни по преданию дано по первому поселенцу — Алексею Валгину.
Находится на правом берегу реки Вагай. Связана с селом Слободчики на другом берегу реки автомобильной дорогой.
В деревне имеется ферма Валгинская производственного кооператива «Слободчиковский» — основной животноводческий цех предприятия; ранее в деревне были школа, кузница, мельница, пилорама, часовня. На 2010 год насчитывалось 73 двора.

## Население
| 1989 | 2002 | 2010 |
| ---- | ---- | ---- |
| 267  | ↘209 | ↘189 |

Согласно результатам переписи 2002 года, в национальной структуре населения русские составляли 87 % из 209 чел.